# More (trilha sonora)
More (lançado nos Estados Unidos como Original Motion Picture Soundtrack from the film More) é a primeira trilha sonora (banda sonora, em Portugal) e terceiro álbum de estúdio da banda britânica de rock Pink Floyd. Foi lançado em 13 de Junho de 1969 no Reino Unido pela EMI Columbia e em 9 de Agosto nos Estados Unidos pela Tower Records. O álbum é constituído por regravações das músicas usadas no filme, muitas vezes de forma diferente. Foi o primeiro álbum da banda sem o envolvimento de Syd Barrett e é a trilha-sonora do filme de mesmo nome.

## Faixas
Todas as faixas creditadas a David Gilmour, Roger Waters, Nick Mason e Richard Wright, exceto onde estiver indicado.

Todos os vocais por David Gilmour.

### Lado A
1. "Cirrus Minor" (Waters) - 5:18
2. "The Nile Song" (Waters) - 3:26
3. "Crying Song" (Waters) - 3:33
4. "Up the Khyber" (Mason, Wright) - 2:12
5. "Green Is the Colour" (Waters) - 2:58
6. "Cymbaline" (Waters) - 4:50
7. "Party Sequence" - 1:07

### Lado B
1. "Main Theme" - 5:28
2. "Ibiza Bar" - 3:19
3. "More Blues" - 2:12
4. "Quicksilver" - 7:13
5. "A Spanish Piece" (Gilmour) - 1:05
6. "Dramatic Theme" - 2:15

## Paradas musicais
| País/Parada (1969–1973; 2011)  | Melhor posição |
| ------------------------------ | -------------- |
| Países Baixos (Dutch Charts)   | 14             |
| Reino Unido (UK Albums Chart)  | 9              |
| Estados Unidos (Billboard 200) | 153            |
| França (SNEP)                  | 128            |

## Créditos
- David Gilmour - guitarra, violão, vocais
- Nick Mason - bateria, percussão
- Richard Wright - Farfisa Combo Compact Duo Organ, Hammond M-102 Spinet Organ, piano, vibrafone, vocais de apoio
- Roger Waters - baixo, percussão, violão, vocais de apoio, efeitos de fita

### Outros
- Lindy Mason - flauta irlandesa em "Party Sequence"
- Hipgnosis – arte
- James Guthrie – supervisor da remasterização
- Doug Sax – remasterização